# Hambach (Dittelbrunn)
Hambach (schweinfurterisch: Hamich) ist ein Gemeindeteil der Gemeinde Dittelbrunn im unterfränkischen Landkreis Schweinfurt in Bayern. Hambach ist Sitz der Gemeindeverwaltung.

## Geographische Lage
Das Pfarrdorf Hambach liegt zweieinhalb Kilometer nördlich von Dittelbrunn und sechs Kilometer nördlich von Schweinfurt am Westrand der Schweinfurter Rhön.
Die durch den Ort verlaufende Kreisstraße SW 8 führt nordwärts nach Pfändhausen und südwärts nach Dittelbrunn. Westlich von Hambach verläuft in Nord-Süd-Richtung die Bundesstraße 286 und östlich, ebenfalls in Nord-Süd-Richtung, verlaufen die Kreisstraße SW 30 und die Staatsstraße 2280.
Nordöstlich auf Hambacher Gemarkung liegt die Wüstung Lauerbach.

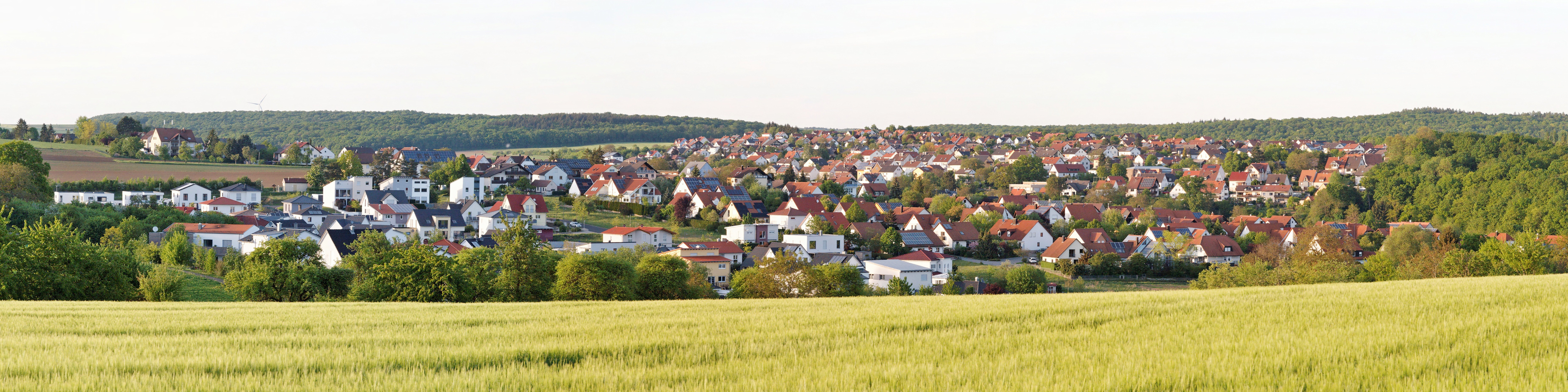
Blick von Südwesten auf Hambach

## Vorgeschichte
Siehe: Dittelbrunn, Vorgeschichte

## Geschichte

### Mittelalter

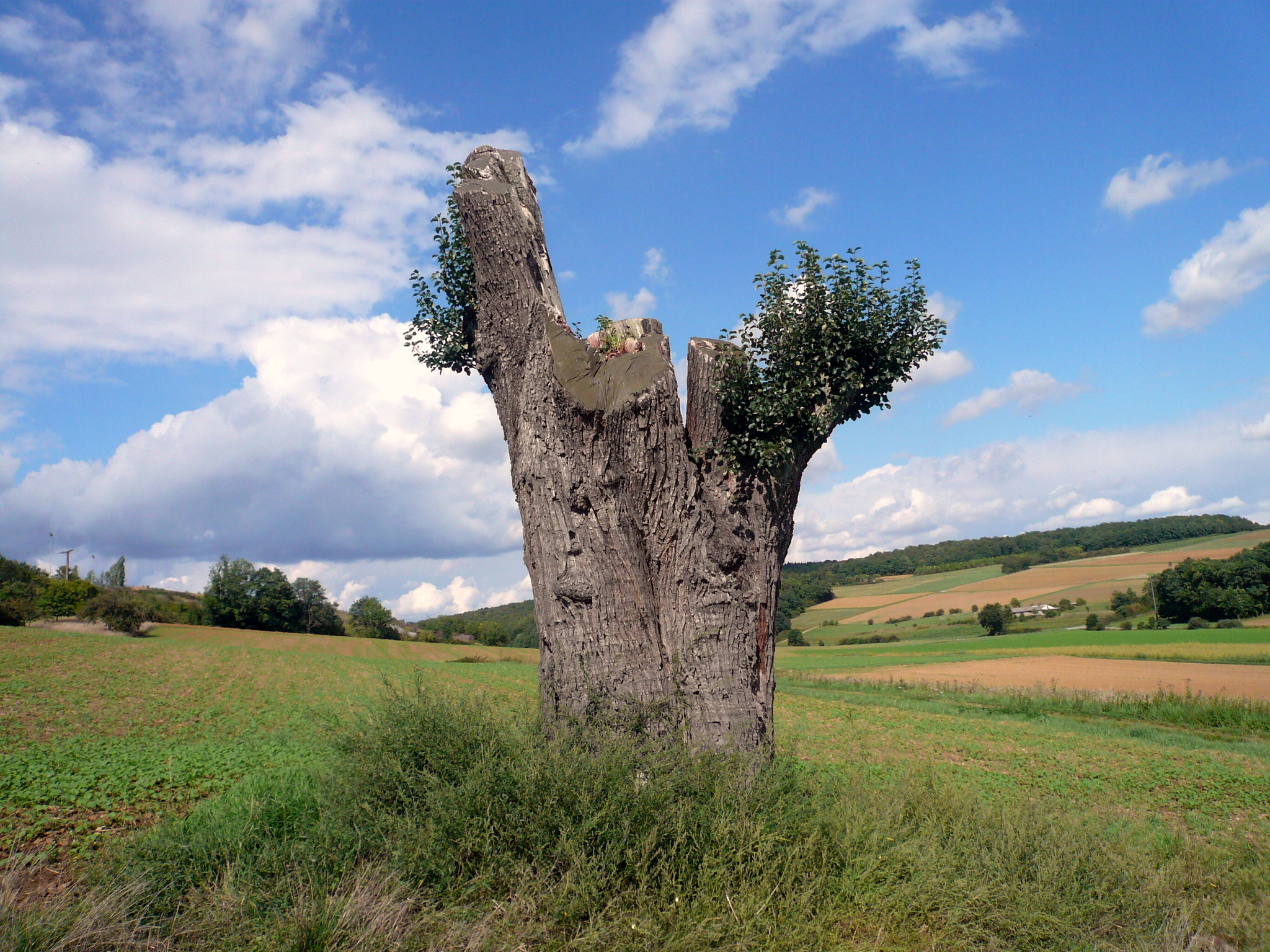
Blick zur Wüstung Lauerbach und auf das Lauerbachholz (am Horizont rechts)

Die erste bekannte urkundliche Erwähnung des Ortes stammt aus dem Jahr 1264 bei einem Tausch, mit dem der Ort an den Würzburger Bischof Iring von Reinstein-Homburg ging. Der Ortsname lautete ursprünglich Hagenbuch und entwickelte sich aus dem althochdeutschen hagan (Hecke, Einzäunung) oder dem Personennamen Haguno und aus buch (Wald). Bezugnehmend auf die erste urkundliche Erwähnung wurde 2014 ein Jubiläumsjahr mit vielen Veranstaltungen und Festen zum 750-jährigen Jubiläum abgehalten. Die Wüstung Lauerbach auf Hambacher Gemarkung wurde 1302 erstmals erwähnt. Im Jahr 1305 kam Hambach in den Besitz der Henneberger sowie im Laufe der Jahrhunderte an verschiedene adelige Lehensträger. Zunächst gehörte der Ort zur Hälfte zur Cent Ebenhausen und zur anderen Hälfte zur Cent Marktsteinach, ab 1542 vollständig zur Cent Mainberg. Im Bauernaufstand von 1525, im Dreißigjährigen Krieg und im Zweiten Markgrafenkrieg wurde der Ort mehrmals geplündert.

### Neuzeit
Zu Beginn des 19. Jahrhunderts kam Hambach zunächst zum Königreich Bayern (1803), dann an Ferdinand III., den Großherzog von Toskana, (1806) und schließlich wieder zum Königreich Bayern (1814).
Die Gemeinde Hambach hatte ein Wachstum der Bevölkerung von 308 Einwohnern im Jahr 1840 auf 462 im Jahr 1900 und 985 im Jahr 1950. 1961 hatte die Gemeinde eine Fläche von 721,03 Hektar und 192 Wohngebäude mit 1147 Einwohnern. Einziger Ort war das Kirchdorf  Hambach. Am 1. Mai 1978 wurde Hambach im Rahmen der Gebietsreform in Bayern nach Dittelbrunn eingemeindet.

### Kirchengeschichte
Im seit Beginn zur Pfarrei Maibach gehörenden Hambach ist erstmals für 1490 ein Kirchhof belegt. Neuesten Erkenntnissen zufolge entstand der Turm in der ersten Hälfte des 13. Jahrhunderts. Der älteste bekannte Beleg für eine Kirche im Ort stammt aus dem Jahr 1500. 
Im Jahr 1603 wurde die Hambacher Kirche unter Fürstbischof Julius Echter von Mespelbrunn durch einen Neubau ersetzt. Im Jahr 1871 entstand die örtliche Kaplanei.
Der Turm von 1603 wurde im Jahr 1734 Bestandteil eines weiteren Kirchenneubaus. In den Jahren 1926 und 1989/90 gab es Erweiterungen.
Am 1. Januar 1990 wurde Hambach selbstständige Pfarrei und bildet seit September 2009 mit den Pfarreien Dittelbrunn, Holzhausen und Pfändhausen die Pfarreiengemeinschaft Marienbachtal.

## Kultur und Sehenswürdigkeiten

### Museen
- Heimatmuseum Hambach mit der Sammlung Paul Warmuth[5]
- Radrennsport-Museum der Gemeinde Dittelbrunn im Hambacher Rathaus[6]

### Baudenkmäler
Siehe: Liste der Baudenkmäler in Hambach

### Freizeit
- Atlantis-Abenteuerland[7]
- Seufert-Ranch: Reitschule und Ferienhof[8]

## Verkehr
Die Linie 44 der Stadtwerke Schweinfurt verbindet den Ort über Dittelbrunn mit dem Zentrum von Schweinfurt.

## Persönlichkeiten

### In Hambach geboren
- Ludwig Geyer (1904–1992), Radrennfahrer
- Paul Warmuth (1911–1981), fränkischer Mundartdichter und Komponist
- Werner Dreßel (* 1958), deutscher Fußballspieler

### Mit Hambach verbunden
- Alexander Stefi (1953–2016), Schauspieler, Regisseur und Musiker; lebte ab 1990 in Hambach